# 김응기
김응기(金應箕, 1455년 ~ 1519년 6월 10일)는 조선 중기의 문신으로, 자는 백춘(伯春), 본관은 선산(善山)이다. 김지경(金之慶)의 장남이다.

## 생애
1477년(성종 8) 문과에 급제하여 예조정랑, 충청도도사, 시강관, 시독관, 수찬, 검토관을 거쳐 우승지, 좌승지에 이어 도승지가 되고 홍문관의 직제학이 된다. 이후 강원도관찰사를 거쳐 연산군 때 도총관, 동지사, 호조참판에 이어 경기도관찰사가 되고, 동지중추부사를 거쳐 공조참판을 거쳐 한성부판윤, 형조판서로 있다가 경상도관찰사가 되고 민정을 잘 다스렸으며 지의금부사를 거쳐 지춘추관사, 지중추부사, 특진관, 세자우부빈객을 지내고 공조판서와 예조판서를 지내다 갑자사화로 파직되고, 중종 때 재등용되어 예조판서, 의정부우참찬, 상의원제조, 지의금부사, 이조판서, 형조판서, 병조판서를 거쳐 우찬성, 예조판서에 이어 영중추부사를 지내고 우의정을 거쳐 좌의정에 이르렀다.
1517년(중종 12) 병으로 여러 차례 사직을 아뢰었으나 윤허받지 못하다가 이듬해 병으로 출사하지 못하자 영중추부사로 체직되었다.
1519년(중종 14) 졸했으며, 시호는 문대(文戴)이다.

## 평가
『중종실록』의 사관은 그에 대해 이렇게 평했다.
| “ | 김응기는 사람됨이 단중(端重)하고 박학해 천문·지리·산수의 학문에 정통하지 않음이 없었으며, 사람들이 그를 동방의 성인(聖人)이라 일컬었다. (그러나) 재상이 되어서는 공명(功名)이 소망(素望)보다 떨어졌다. | ” |

## 가족 관계
- 증조 - 김양보(金楊普)[5]: 문경현감(聞慶縣監), 증(贈) 이조판서(吏曹判書)
  - 조부 - 김지(金地)[5] : 덕산현감(德山縣監), 증 좌찬성(左贊成)
    - 아버지 - 김지경(金之慶, 1419년 ~ 1485년) : 유수(留守), 경질공(景質公)
    - 어머니 - 영덕현령(盈德縣令) 강거례(康居禮)의 딸[5]
      - 동생 - 김응규(金應奎)[5] : 요절
      - 첫째 부인 - 전생서령(典牲署令) 김맹치(金孟恥)의 장녀[1]
        - 외아들 - 김세효(金世孝)[1] : 여산군수(礪山郡守)

      - 둘째 부인 - 사예(司藝), 증(贈) 영의정(領議政) 안돈후(安敦厚, ? ~ 1483년)의 딸[1]